# 생젱골프
생젱골프(프랑스어: Saint-Gingolph 프랑스어 발음: [sɛ̃ ʒɛ̃ɡɔlf])는 스위스 발레주 몽테구에 있는 자치체이다. 2018년 인구는 981명이다.
시정촌은 모르주강이 제공하는 프랑스-스위스 국경에 걸쳐있는 생젱골프 마을의 스위스 부분이다. 도시의 프랑스(서쪽) 쪽은 생젱골프, 오트사부아로 알려져 있다.

## 역사
생젱골프는 1153년에 Saint Gengulus로 처음 언급되었다.

## 지리

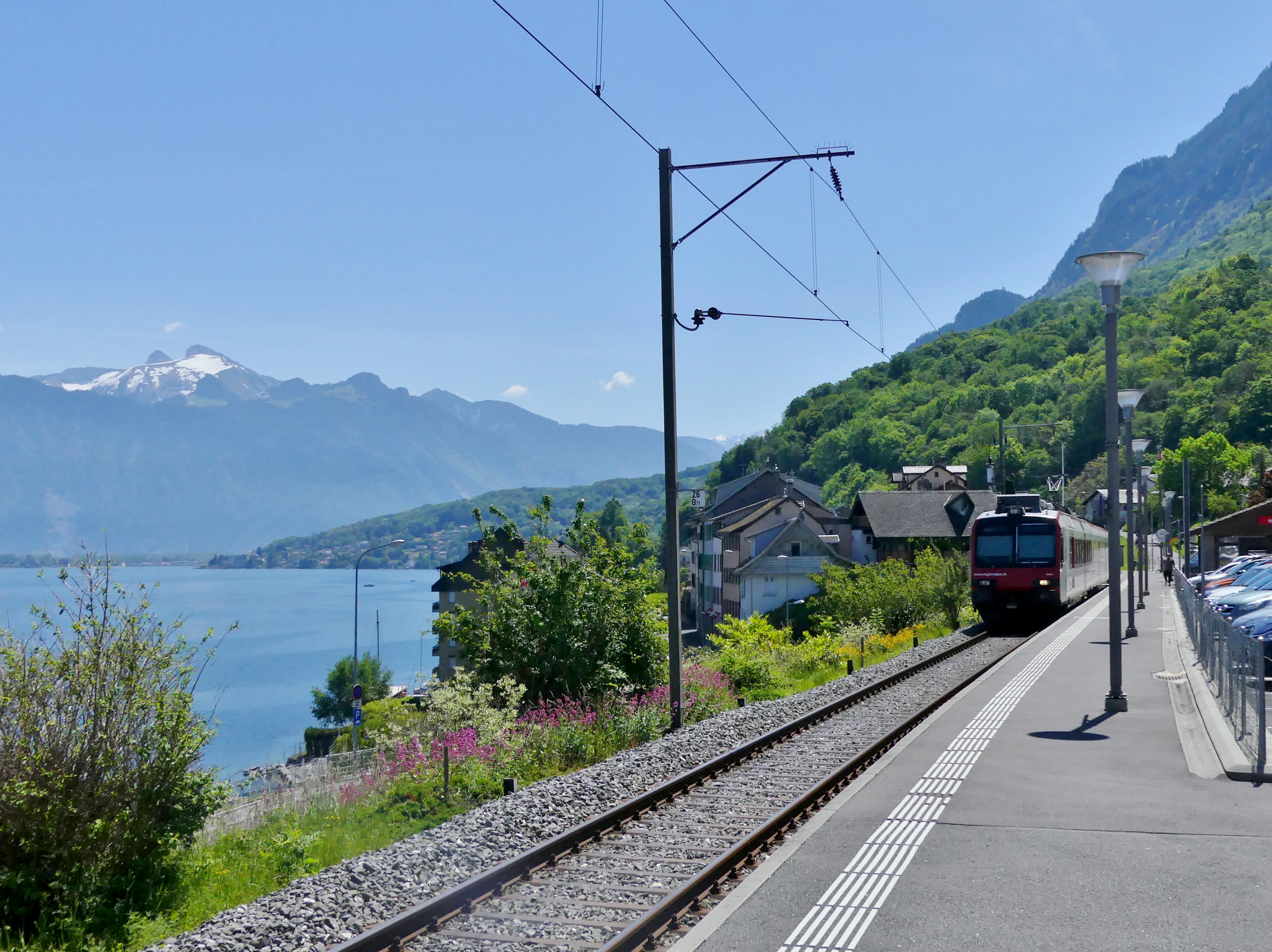
제네바호를 따라 설치된 생젱골프역

생젱골프의 면적은 2009년 기준으로 14.4k㎡이다. 이 면적 중 1.61k㎡ (11.2%)가 농업 목적으로 사용되는 반면 8.77k㎡ (61.0%)는 산림이다. 나머지 토지 중 0.66k㎡ (4.6%)가 정착(건물이나 도로), 0.06k㎡(0.4%)가 강 또는 호수이며, 3.27k㎡이다. 또는 22.7%는 비생산적인 토지이다.
건설 면적 중 주택과 건물이 2.5%, 교통 기반 시설이 1.6%를 차지했다. 산림면적의 55.8%는 삼림이 우거져 있고 3.3%는 과수원이나 작은 나무 군락으로 덮여 있다. 농경지 중 0.0%는 작물 재배에 사용되며 2.1%는 목초지, 8.8%는 고산 목초지에 사용된다. 시정촌의 모든 물은 호수에 있다. 비생산적인 지역 중 13.7%는 비생산적인 초목이고, 9.0%는 초목이 자라기에는 너무 암석이 많은 지역이다.
시정촌은 모르주강을 따라 몽테구에 있다. 지자체는 프랑스 국경에 걸쳐있다. 1569년 이전에는 생젱골프, Le Freney의 작은 마을 및 생젱골프의 오트사부아 마을이 단일 시정촌을 형성했다.

## 인구통계

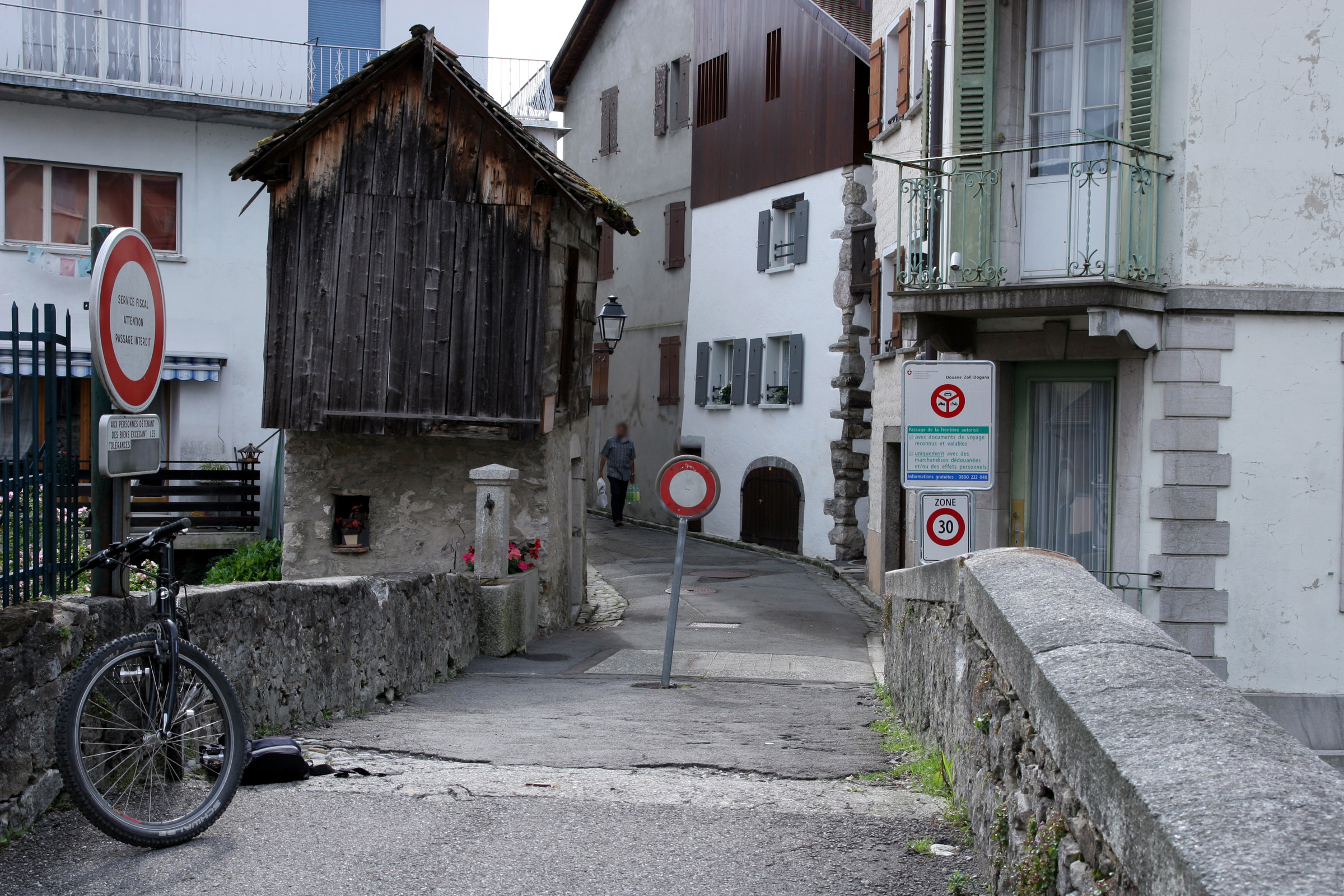
생젱골프의 국경, 스위스 쪽으로 바라보이는 풍경, 국경은 발코니에 설치된 비디오 카메라가 지키고 있다.

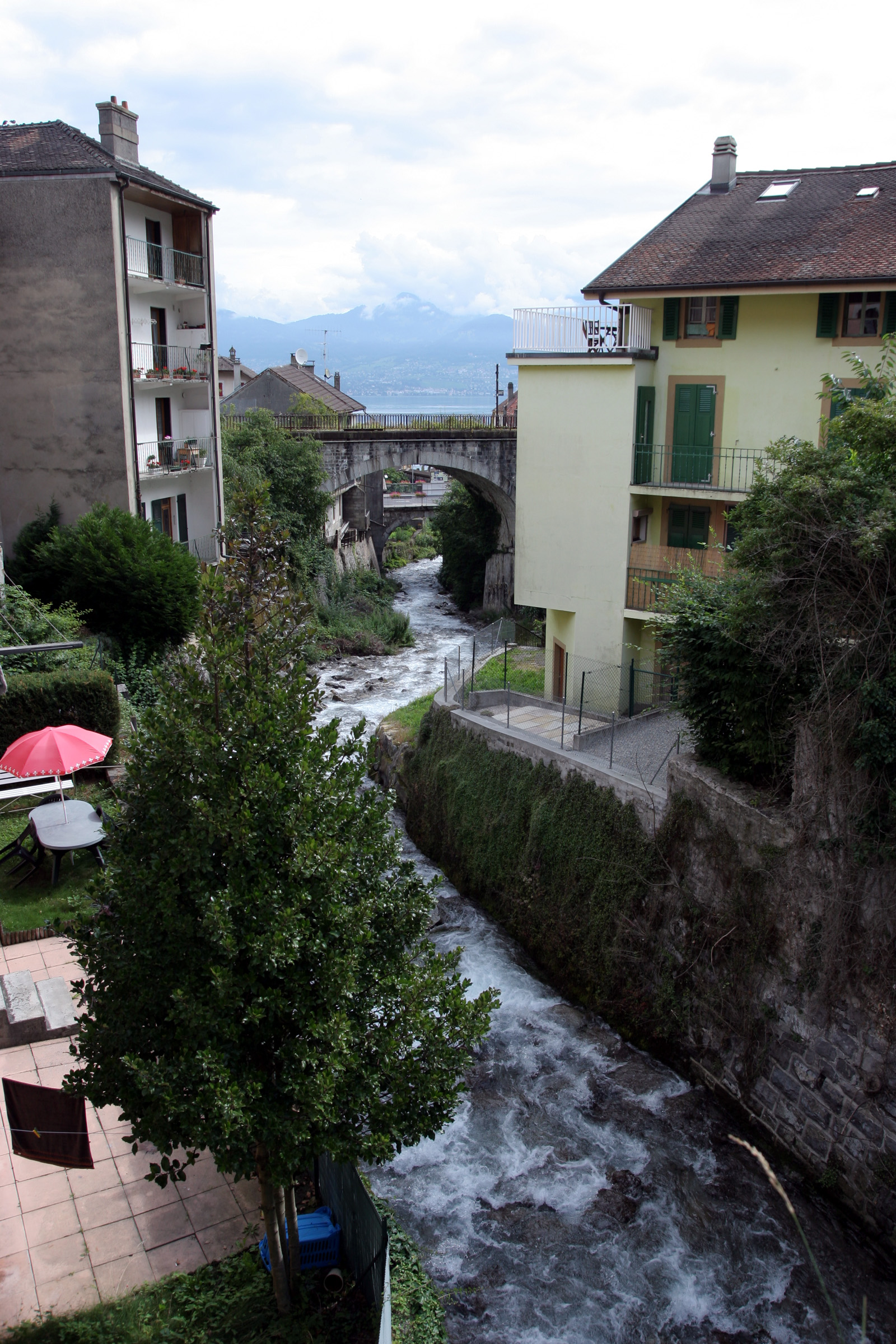
모르주강은 생젱골프의 자연 국경을 형성한다. 좌측이 프랑스, 우측이 스위스

2020년 12월 기준, 생젱골프의 인구는 964명이다. 2008년 기준으로 인구의 17.3%가 거주하는 외국인이다. 지난 10년(2000~2010년) 동안 인구는 23.3%의 비율로 변화했다. 이주로 인해 25.6%의 비율로, 출생과 사망으로 인해 0.6%의 비율로 변경되었다.
2000년 기준, 대부분의 인구인 672명(86.9%)이 프랑스어를 모국어로 사용하고, 독일어가 31명(4.0%)으로 두 번째로 많이 사용하고, 세르보크로아티아어가 19명(2.5%)으로 세 번째로 사용된다. 이탈리아어를 할 수 있는 사람도 5명 있었다.
2008년 기준으로 인구는 남성 49.6%, 여성 50.4%이다. 인구는 338명의 스위스 남성(인구의 39.7%)과 85명(10.0%)의 비스위스계 남성으로 구성되었다. 스위스 여성은 360명(42.3%), 비스위스계 여성은 69명(8.1%)이었다. 시정촌 인구 중 243명(약 31.4%)이 2000년 생젱골프에서 태어나 그곳에 살았다. 같은 주에서 태어난 사람은 119명(15.4%)이었고, 다른 곳에서 태어난 사람은 178명(23.0%)이었다. 스위스에서, 그리고 130 또는 16.8%가 스위스 밖에서 태어났다.
2000년 기준으로 아동·청소년(0~19세)이 22.5%, 성인(20~64세)이 56.1%, 노인(64세 이상)이 21.3%를 차지하고 있다.
2000년 기준으로 시정촌에는 미혼이거나 독신인 사람이 321명 있다. 기혼자는 339명, 미망인은 54명, 이혼한 사람은 59명이었다.
2000년 기준으로 시정촌의 민간 가구는 311세대로 가구당 평균 2.1명이다. 1인 가구는 122가구, 5인 이상 가구는 22가구였다. 2000 년에는 총 297채(전체의 52.5%)가 상설 임대되었으며, 194채(34.3%)가 계절적 임대, 75채(13.3%)가 비어 있었다. 2010년 시정촌 공실률은 0.99%였다.
역사적 인구는 다음 차트에 나와 있다.

## 볼거리
전체 생젱골프 지역은 스위스 유산 목록의 일부로 지정된다.

## 경제

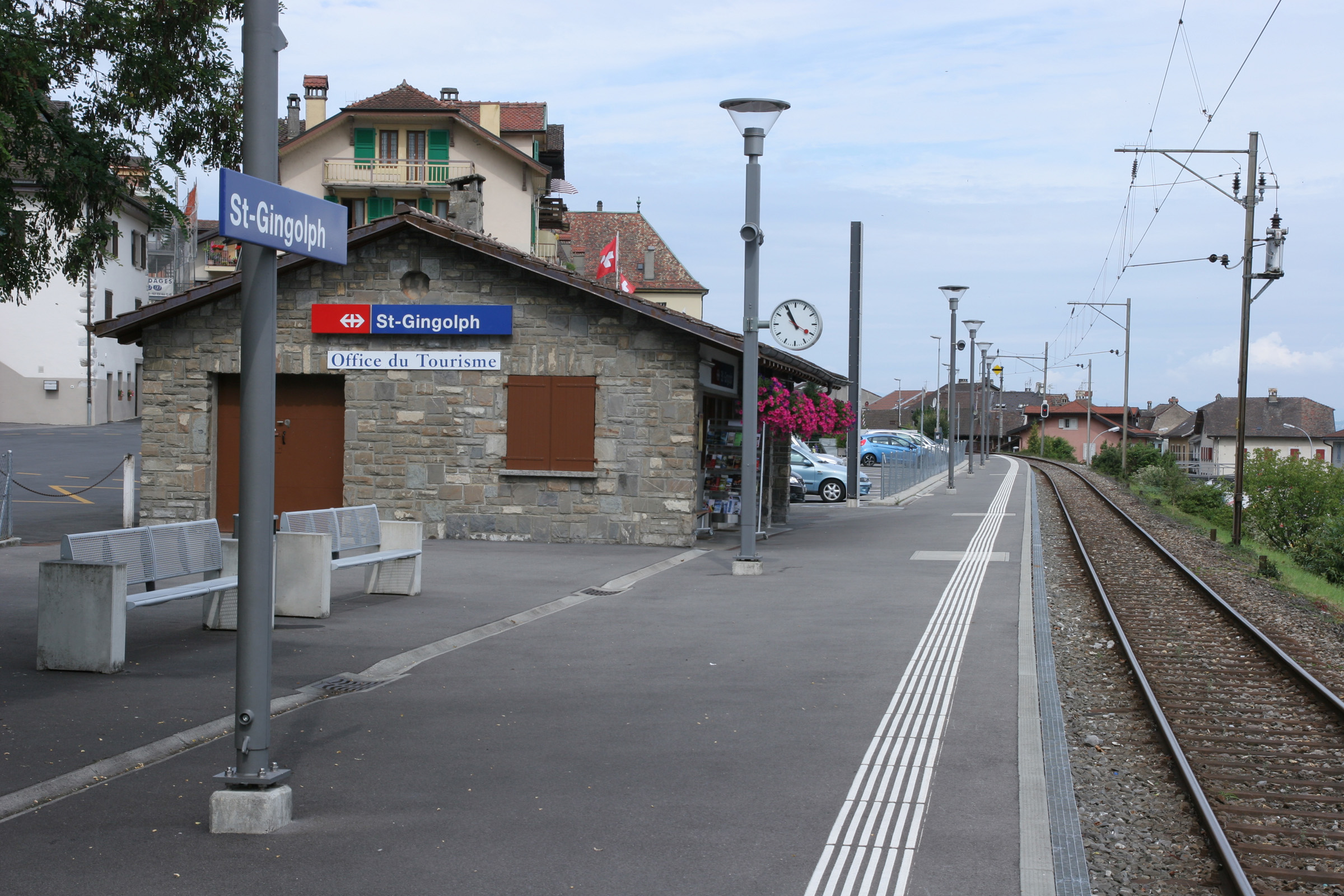
생젱골프역

2010년 기준으로 생젱골프의 실업률은 5.3%이다. 2008년 기준으로 1차 경제 부문에 2명이 고용되어 있고, 이 부문에 약 2개 기업이 참여하고 있다. 27명이 2차 부문에 고용되었고, 이 부문에 11개의 기업이 있었다. 109명이 3차 부문에 고용되었으며, 이 부문에는 32개의 기업이 있다. 시정촌 주민은 298명으로 일정 정도 고용되었으며, 그중 여성이 전체 노동력의 41.6%를 차지하였다.
2008년에 정규직에 상응하는 총 일자리 수는 124개였다. 1차 부문의 일자리 수는 1개였으며 모두 농업에 있었다. 2차 부문의 일자리 수는 24개로 그중 4개(16.7%)가 제조업, 20개(83.3%)가 건설업이었다. 3차 부문의 일자리 수는 99개였다. 3차 부문의 경우; 14개(14.1%)는 도소매 또는 자동차 수리업, 5개(5.1%)는 물품의 이동 및 보관, 28개(28.3%)는 호텔 또는 레스토랑, 3개(3.0%)는 보험 또는 금융업이었다. 산업, 9개(9.1%)는 기술 전문가 또는 과학자, 4개(4.0%)는 교육, 3개(3.0%)는 건강 관리에 있었다.
2000년에는 자치단체로 통근하는 근로자가 108명, 출퇴근한 근로자가 201명이었다. 지자체는 근로자의 순수출 지자체로, 들어오는 1명당 약 1.9명의 근로자가 지자체를 떠나고 있다. 생젱골프에 들어오는 인력의 약 32.4%가 스위스 외부에서 왔다. 근로 인구의 8.1%는 대중교통을 이용하여 출퇴근하고, 70.5%는 자가용을 이용하였다.

## 종교

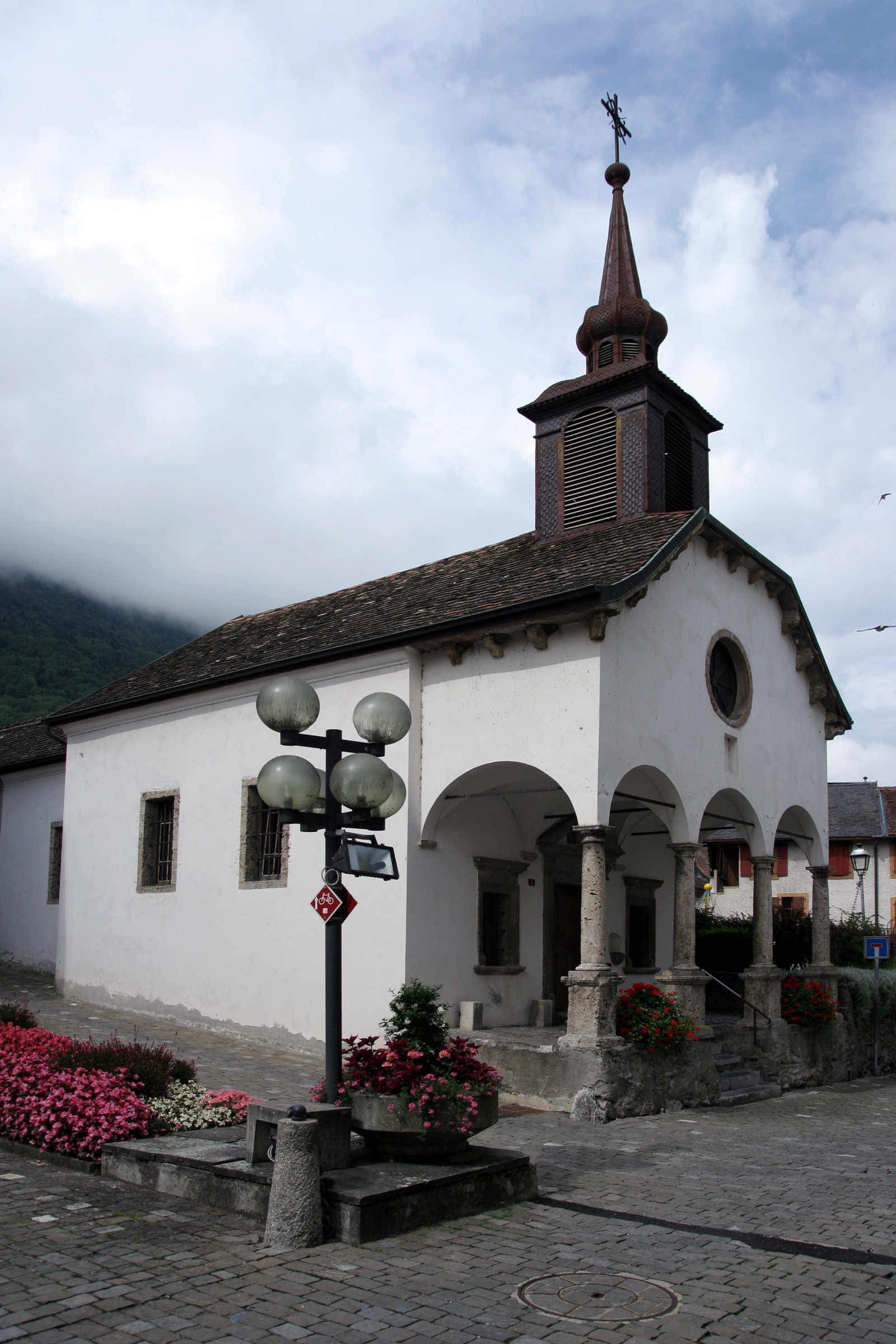
생젱골프 예배당

2000년 인구 조사에 따르면 476명(61.6%)이 로마 가톨릭 신자이고, 85%(11.0%)가 스위스 개혁 교회에 속해 있다. 나머지 인구 중 정교회 교인이 4명 (인구의 약 0.52%)이고, 다른 기독교 교인이 9명(인구의 약 1.16%)이었다. 이슬람교는 6명(인구의 약 0.78%)이었다. 불교는 8명이었다. 69명(인구의 약 8.93%)이 교회에 속하지 않고, 불가지론자 또는 무신론자이며, 120명(인구의 약 15.52%)이 질문에 대답하지 않았다.

## 교육
생젱골프에서는 인구의 약 251명(32.5%)이 비필수 고등 중등교육을 이수했으며, 96명(12.4%)이 추가 고등교육(대학 또는 응용학문대학)을 이수했다. 고등교육을 마친 96명 중 49.0%가 스위스 남성, 22.9%가 스위스 여성, 13.5%가 비스위스계 남성, 14.6%가 비스위스계 여성이었다.
2000년 기준으로, 생젱골프에는 다른 시정촌에서 온 학생이 1명 있었고, 54명의 주민이 시외 학교에 다녔다.
생젱골프에는 지역 도서관이 있다. 도서관은 2008년 현재 5,540권의 책 또는 기타 매체를 보유하고 있으며 같은 해에 1,800권을 대출했다. 그해에는 주당 평균 8시간씩 총 104일을 열었다.

## 교통
생젱골프의 예전 주요 산업은 어업이었다. 오늘날에는 다양한 지역 중소기업이 자리를 잡고 있다. 많은 근로자들이 스위스뿐만 아니라 프랑스에서도 일하는 통근자이다.
마을은 생젱골프에서 마르티니를 거쳐 그랑 생베르나르 고개로 이어지는 21번 주요 도로에 있다.
시간별 지역알프스 여객 열차는 생젱골프-생모리스 철도 노선의 생젱골프역에서 매일 운행된다.